# ISU Challenger Series 2023/2024
ISU Challenger Series 2023/2024 – 10. edycja zawodów Challenger Series w łyżwiarstwie figurowym. Rozpoczęcie rywalizacji zostało zaplanowane na 8 września w Bergamo, zaś jej zakończenie na 10 grudnia 2023 roku w Sisak.

## Kalendarium zawodów
| Lp. | Data                    | Miejsce    | Zawody                       | Źr. |
| --- | ----------------------- | ---------- | ---------------------------- | --- |
| 1   | 8–12 września 2023      | Bergamo    | Lombardia Trophy             |     |
| 2   | 14–16 września 2023     | Montreal   | Autumn Classic International |     |
| 3   | 20–23 września 2023     | Oberstdorf | Nebelhorn Trophy             |     |
| 4   | 28–30 września 2023     | Bratysława | Memoriał Ondreja Nepeli      |     |
| 5   | 6–8 października 2023   | Espoo      | Finlandia Trophy             |     |
| 6   | 13–15 października 2023 | Budapeszt  | Budapest Trophy              |     |
| 7   | 2–5 listopada 2023      | Ałmaty     | Memoriał Dienisa Tena        |     |
| 8   | 15–19 listopada 2023    | Warszawa   | Warsaw Cup                   |     |
| 9   | 7–10 grudnia 2023       | Zagrzeb    | Golden Spin of Zagreb        |     |

## Wyniki

### Soliści
| Zawody                       | 1. miejsce          | 2. miejsce        | 3. miejsce        | Źr.    |
| ---------------------------- | ------------------- | ----------------- | ----------------- | ------ |
| Lombardia Trophy             | Yuma Kagiyama       | Nika Egadze       | Andrew Torgashev  | [ 2 ]  |
| Autumn Classic International | Ilia Malinin        | Kévin Aymoz       | Stephen Gogolev   | [ 3 ]  |
| Nebelhorn Trophy             | Adam Siao Him Fa    | Kazuki Tomono     | Koshiro Shimada   | [ 4 ]  |
| Memoriał Ondreja Nepeli      | Gabriele Frangipani | Nika Egadze       | Mark Gorodnitsky  | [ 5 ]  |
| Finlandia Trophy             | Kao Miura           | Shun Satō         | Aleksandr Selevko | [ 6 ]  |
| Budapest Trophy              | Nikolaj Memola      | Lukas Britschgi   | Tomoki Hiwatashi  | [ 7 ]  |
| Memoriał Dienisa Tena        | Lim Ju-heon         | Nika Egadze       | Kim Han-gil       | [ 8 ]  |
| Warsaw Cup                   | Lukas Britschgi     | Mark Gorodnitsky  | Jason Brown       | [ 9 ]  |
| Golden Spin of Zagreb        | Jin Boyang          | Michaił Szajdorow | Aleksandr Selevko | [ 10 ] |

### Solistki
| Zawody                       | 1. miejsce           | 2. miejsce     | 3. miejsce          | Źr.    |
| ---------------------------- | -------------------- | -------------- | ------------------- | ------ |
| Lombardia Trophy             | Anastasija Gubanowa  | Hana Yoshida   | Kim Chae-yeon       | [ 11 ] |
| Autumn Classic International | Kaori Sakamoto       | Kaiya Ruiter   | Justine Miclette    | [ 12 ] |
| Nebelhorn Trophy             | Isabeau Levito       | Kimmy Repond   | Kim Min-chae        | [ 13 ] |
| Memoriał Ondreja Nepeli      | Kim Chae-yeon        | Lee Hae-in     | Madeline Schizas    | [ 14 ] |
| Finlandia Trophy             | Kim Ye-lim           | Rinka Watanabe | Anastasija Gubanowa | [ 15 ] |
| Budapest Trophy              | Bradie Tennell       | Lea Serna      | Clare Seo           | [ 16 ] |
| Memoriał Dienisa Tena        | Marija Sieniuk       | Choi Da-bin    | Alina Urushadze     | [ 17 ] |
| Warsaw Cup                   | Jekatierina Kurakowa | Anna Pezzetta  | Elyn Lin-Gracey     | [ 18 ] |
| Golden Spin of Zagreb        | Sarina Joos          | Amber Glenn    | Starr Andrews       | [ 19 ] |

### Pary sportowe
| Zawody                       | 1. miejsce                               | 2. miejsce                               | 3. miejsce                            | Źr.                                 |
| ---------------------------- | ---------------------------------------- | ---------------------------------------- | ------------------------------------- | ----------------------------------- |
| Lombardia Trophy             | Sara Conti / Niccolò Macii               | Minerva Fabienne Hase / Nikita Wołodin   | Annika Hocke / Robert Kunkel          | [ 20 ]                              |
| Autumn Classic International | Deanna Stellato-Dudek / Maxime Deschamps | Riku Miura / Ryuichi Kihara              | Emmanuelle Proft / Nicolas Nadeau     | [ 21 ]                              |
| Nebelhorn Trophy             | Minerva Fabienne Hase / Nikita Wołodin   | Lucrezia Beccari / Matteo Guarise        | Annika Hocke / Robert Kunkel          | [ 22 ]                              |
| Memoriał Ondreja Nepeli      | Konkurencja nie została zaplanowana      | Konkurencja nie została zaplanowana      | Konkurencja nie została zaplanowana   | Konkurencja nie została zaplanowana |
| Finlandia Trophy             | Ellie Kam / Danny O’Shea                 | Rebecca Ghilardi / Filippo Ambrosini     | Marija Pawłowa / Aleksiej Swiatczenko | [ 23 ]                              |
| Budapest Trophy              | Konkurencja nie została zaplanowana      | Konkurencja nie została zaplanowana      | Konkurencja nie została zaplanowana   | Konkurencja nie została zaplanowana |
| Memoriał Dienisa Tena        | Konkurencja nie została zaplanowana      | Konkurencja nie została zaplanowana      | Konkurencja nie została zaplanowana   | Konkurencja nie została zaplanowana |
| Warsaw Cup                   | Konkurencja nie została zaplanowana      | Konkurencja nie została zaplanowana      | Konkurencja nie została zaplanowana   | Konkurencja nie została zaplanowana |
| Golden Spin of Zagreb        | Milania Väänänen / Filippo Clerici       | Valentina Plazas / Maximiliano Fernandez | Sofija Holiczenko / Artem Darenśkij   | [ 24 ]                              |

### Pary taneczne
| Zawody                       | 1. miejsce                               | 2. miejsce                                     | 3. miejsce                                   | Źr.    |
| ---------------------------- | ---------------------------------------- | ---------------------------------------------- | -------------------------------------------- | ------ |
| Lombardia Trophy             | Charlène Guignard / Marco Fabbri         | Natálie Taschlerová / Filip Taschler           | Marija Kazakowa / Gieorgij Riewija           | [ 25 ] |
| Autumn Classic International | Eva Pate / Logan Bye                     | Jewgienija Łopariowa / Geoffrey Brissaud       | Hannah Lim / Ye Quan                         | [ 26 ] |
| Nebelhorn Trophy             | Lilah Fear / Lewis Gibson                | Allison Reed / Saulius Ambrulevičius           | Juulia Turkkila / Matthias Versluis          | [ 27 ] |
| Memoriał Ondreja Nepeli      | Lilah Fear / Lewis Gibson                | Diana Davis / Gleb Smołkin                     | Natálie Taschlerová / Filip Taschler         | [ 28 ] |
| Finlandia Trophy             | Juulia Turkkila / Matthias Versluis      | Christina Carreira / Anthony Ponomarenko       | Laurence Fournier Beaudry / Nikolaj Sørensen | [ 29 ] |
| Budapest Trophy              | Diana Davis / Gleb Smołkin               | Marie-Jade Lauriault / Romain Le Gac           | Loïcia Demougeot / Théo Le Mercier           | [ 30 ] |
| Memoriał Dienisa Tena        | Diana Davis / Gleb Smołkin               | Jennifer Janse van Rensburg / Benjamin Steffan | Marija Pińczuk / Mykyta Pogoriełow           | [ 31 ] |
| Warsaw Cup                   | Jewgienija Łopariowa / Geoffrey Brissaud | Hannah Lim / Ye Quan                           | Marie Dupayage / Thomas Nabais               | [ 32 ] |
| Golden Spin of Zagreb        | Allison Reed / Saulius Ambrulevičius     | Emilea Zingas / Wadym Kołesnyk                 | Isabella Flores / Iwan Diesiatow             | [ 33 ] |